# Ciało uwielbione
Ciało uwielbione – w doktrynie katolickiej stan ciała w momencie jego zmartwychwstania. Pogląd ten wiąże się z chrześcijańską koncepcją człowieka, w której jego strona duchowa i materialna jest ze sobą nierozerwalnie powiązana: konkretnego człowieka tworzy jego strona duchowa i konkretne ciało. Ponieważ zmartwychwstanie jest przejściem do rzeczywistości transcendentnej to oznacza jakościową przemianę całego człowieka odpowiednią do tego przejścia. Jednocześnie zmartwychwstanie jest zachowaniem jednostki w jej niepowtarzalności, zatem w zmartwychwstaniu następuje przemiana ciała fizycznego w ciało uwielbione. Dla Pawła z Tarsu (1Kor 15, 2Kor 5) ciało to nie jest wskrzeszonym ciałem fizycznym obdarzonym nowymi własnościami, takimi jak np. nieśmiertelność i przenikalność, lecz zupełnie nowym ciałem przeznaczonym do życia po paruzji.
Według Tomasza z Akwinu ciało to będzie materialne, jednak bardziej uduchowione i subtelne, to znaczy całkowicie podległe duszy; będzie nieśmiertelne, nie będzie odczuwać cierpienia, chorować ani starzeć się; będzie piękne i jaśniejące. Będzie też mogło poruszać się z nieskończoną szybkością bez zmęczenia.
Według doktryny katolickiej w ciele uwielbionym Chrystus pojawiał się uczniom po Zmartwychwstaniu, jego matka Maryja otrzymała ciało uwielbione za życia, by móc wstąpić do nieba (Wniebowzięcie Najświętszej Maryi Panny).